# شکل‌گیری افغانستان

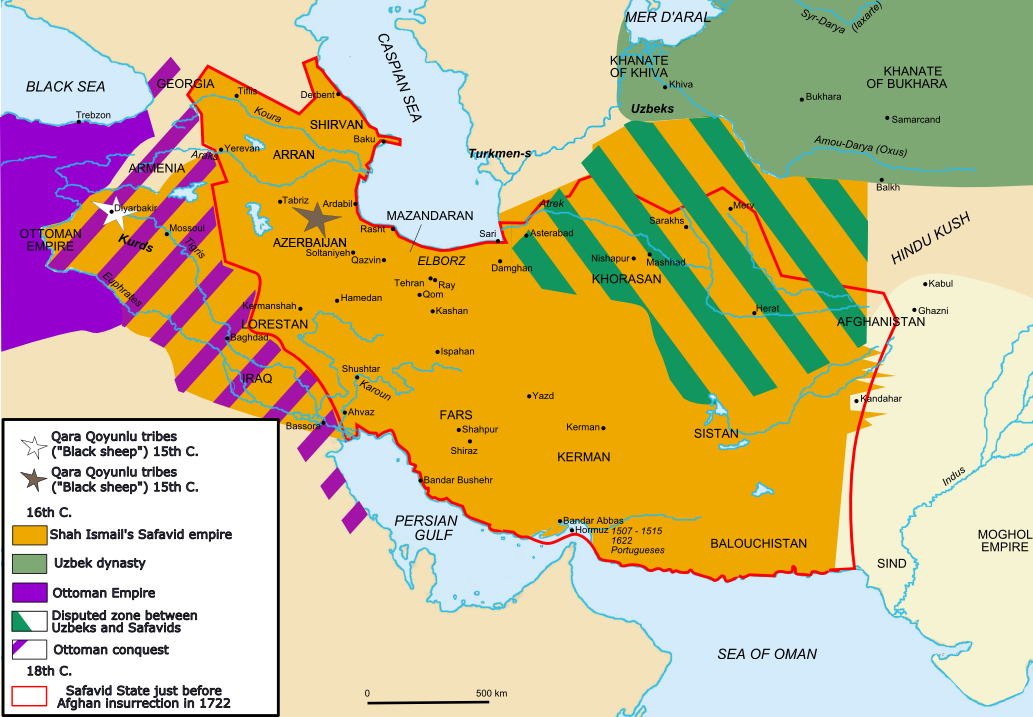
مرزهای ایران در دوره صفوی در بازه‌های زمانی گوناگون

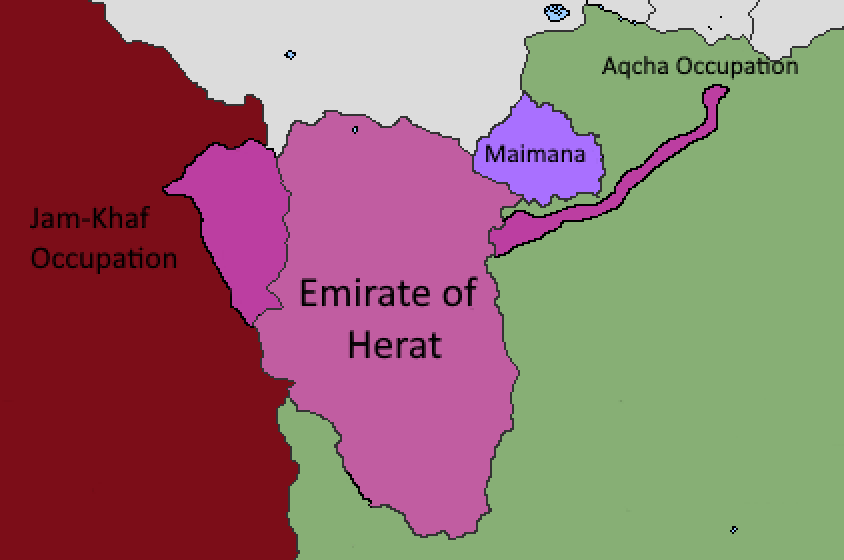
امارت هرات در ۱۷۹۳ تا ۱۸۶۳ میلادی

واژهٔ افغانستان به عنوان نام یک کشور در سال ۱۹۲۳ و در قانون اساسی امان‌الله شاه به تصویب رسید. از زمان استقلال افغانستان در سال ۱۹۱۹ میلادی، این کشور دو بار توسط امپراتوری بریتانیا اشغال گردید و تا زمان اعلان استقلال آن توسط امان‌الله خان در ۱۹۱۹ میلادی سیاست خارجی افغانستان زیر نظر مستقیم امپراتوری بریتانیا بود. آغاز پادشاهی امان‌الله شاه در سال ۱۹۲۳ میلادی آغاز تاریخ مستقل افغانستان است. تاریخ قبل از این تاریخ عبارت از تاریخ  امپراطوری درانی ها است.
افغانستان به‌طور غیررسمی همزمان با مرگ نادرشاه در سال ۱۷۴۷ میلادی با جدایی غیررسمی افغانستان از ایران توسط احمدشاه درانی و تأسیس امپراتوری درانی شکل گرفت. البته محدوده‌ای متفاوت با محدودهٔ امروزش داشت. از این تاریخ به بعد بخش‌هایی از افغانستان کم شد و بخش‌هایی بدان افزوده شد. از جمله این تغییرات جغرافیایی می‌توان به موارد زیر اشاره کرد:
- الحاق امارت هرات در معاهده پاریس
- جدایی بلوچستان
- جدایی نیمی از پشتونستان

ایران تا زمان پیمان‌نامه پاریس در سال ۱۸۵۷ میلادی، چنین کشوری را به رسمیت نمی‌شناخت و آن را بخشی از ایران می‌دانست هر چند تنها بر بخش‌های غربی آن (در حدود ۱۶۵ هزار کیلومتر مربع از غرب افغانستان یعنی ولایت هرات تاریخی ((en:Herat (1793-1863)))) تسلط داشت. 

## الحاق هرات در معاهده پاریس
حدود ۱۵۰ سال پیش، انگلیس با تصرف بخش‌هایی از جنوب ایران (بنادر خرمشهر و بوشهر و جزایر جنوب) ناصرالدین شاه قاجار را مجبور به قبول پیمان پاریس در سال ۱۸۵۶ (میلادی) کرد. بر طبق این پیمان ایران از ادعای خود بر هرات چشم پوشی کرد و هرات در ۱۸۶۳ (میلادی) به افغانستان ملحق گشت و ایران، افغانستان را به رسمیت شناخت.
ساکنان اصلی آسیای مرکزی از مردم ایرانی‌تبار سَکا بودند. مردمان ترک‌تبار از سده پنجم به این‌سو آغاز به نفوذ و کوچ در منطقه کردند. بخش‌های بزرگی از مناطق جنوبی قزاقستان امروزی (در حدود ۶۰۰ هزار کیلومتر مربع) به همراه تمامی ازبکستان و ترکمنستان امروزی (با مجموع حدود ۹۰۰ هزار کیلومتر مربع) از اراضی ایران افشاری تا اواسط قرن هجدهم میلادی (مرگ نادرشاه در سال ۱۷۴۷ میلادی) بخشی از ایران بود. با مرگ نادرشاه، با ضعف دولت ایران و حکومت مرکزی وقت ایران، بدون اینکه قراردادی به‌طور رسمی بسته شود حدود ۱٫۵ میلیون کیلومتر مربع از اراضی ایران در آسیای مرکزی به تدریج از کنترل ایران خارج شد. ضمن اینکه این واقعه، در عمل سبب شد تا امپراتوری درانی ایجاد شود و کشوری به نام افغانستان موجودیت پیدا کند. ایران تا عهدنامه پاریس ۱۸۵۷ چنین کشوری را به رسمیت نمی‌شناخت و آن را بخشی از ایران می‌دانست هر چند تنها بر بخش‌های غربی آن (در حدود ۱۶۵ هزار کیلومتر مربع از غرب افغانستان یعنی ولایت هرات تاریخی) تسلط داشت. باید توجه داشت که بر اساس متون و نقشه‌های قدیمی، منظور از ولایت هرات که در ۱۸۵۷ از ایران جدا شد (جدایی هرات از ایران) نه ولایت هرات امروزی بلکه منطقه ای به گستردگی چهار ولایت امروزی افغانستان بود که شامل چهار ولایت هرات، ولایت بادغیس، ولایت فراه و ولایت نیمروز امروزی و در حدود یک چهارم مساحت افغانستان امروزی است.

## جدایی بلوچستان
در سال ۱۸۸۷ (میلادی) بلوچستان توسط انگلیس‌ها به هند تحت حکومت بریتانیا ملحق شد.

## جدایی نیمی از پشتونستان
در سال ۱۸۹۳ (میلادی) نیمهٔ شرقی پشتونستان طبق معاهدهٔ دیورند توسط بریتانیا به هند که تحت حکومت بریتانیا بود ملحق شد.

## جشن استقلال
روز شنبه ۱۹ اوت ۲۰۱۷ (میلادی) افغانستان نود و هشتمین سالروز استقلال از بریتانیا را جشن گرفت. این جشن در حالی برگزار شد که ایالات متحده آمریکا در تلاش برای پیاده کردن استراتژی تازه‌ای در جنگ ۱۶ ساله افغانستان است. همچنین طی هفته‌های گذشته درگیری بین نیروهای امنیتی و پلیس افغانستان با گروه طالبان تشدید شده و طی آن چندین مأمور پلیس نیز کشته شده‌اند.
برای بزرگداشت این روز اشرف غنی، رئیس‌جمهور افغانستان و اعضای دولت در محل ساختمان وزارت دفاع گرد آمدند و تاج گلی نثار «گلدسته آزادی» کردند. همچنین در مراسم جشن استقلال در هتل اینترکانتیننتال کابل هزاران نفر شرکت کردند تا شاهد آواز خواندن آریانا سعید خواننده نامدار پاپ افغانستان باشند.